# Pfarrkirche Eichberg

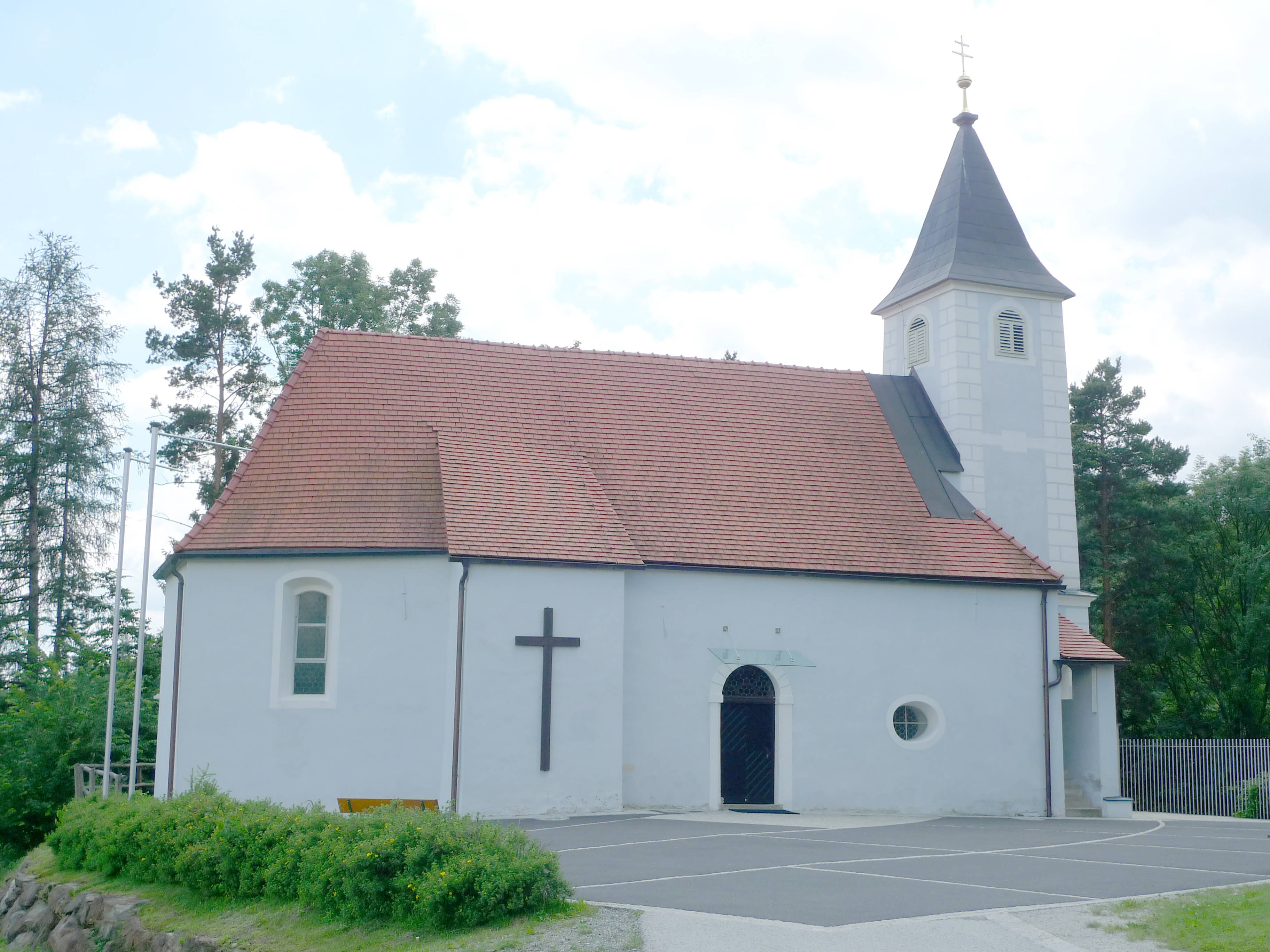
Pfarrkirche hl. Johannes der Täufer

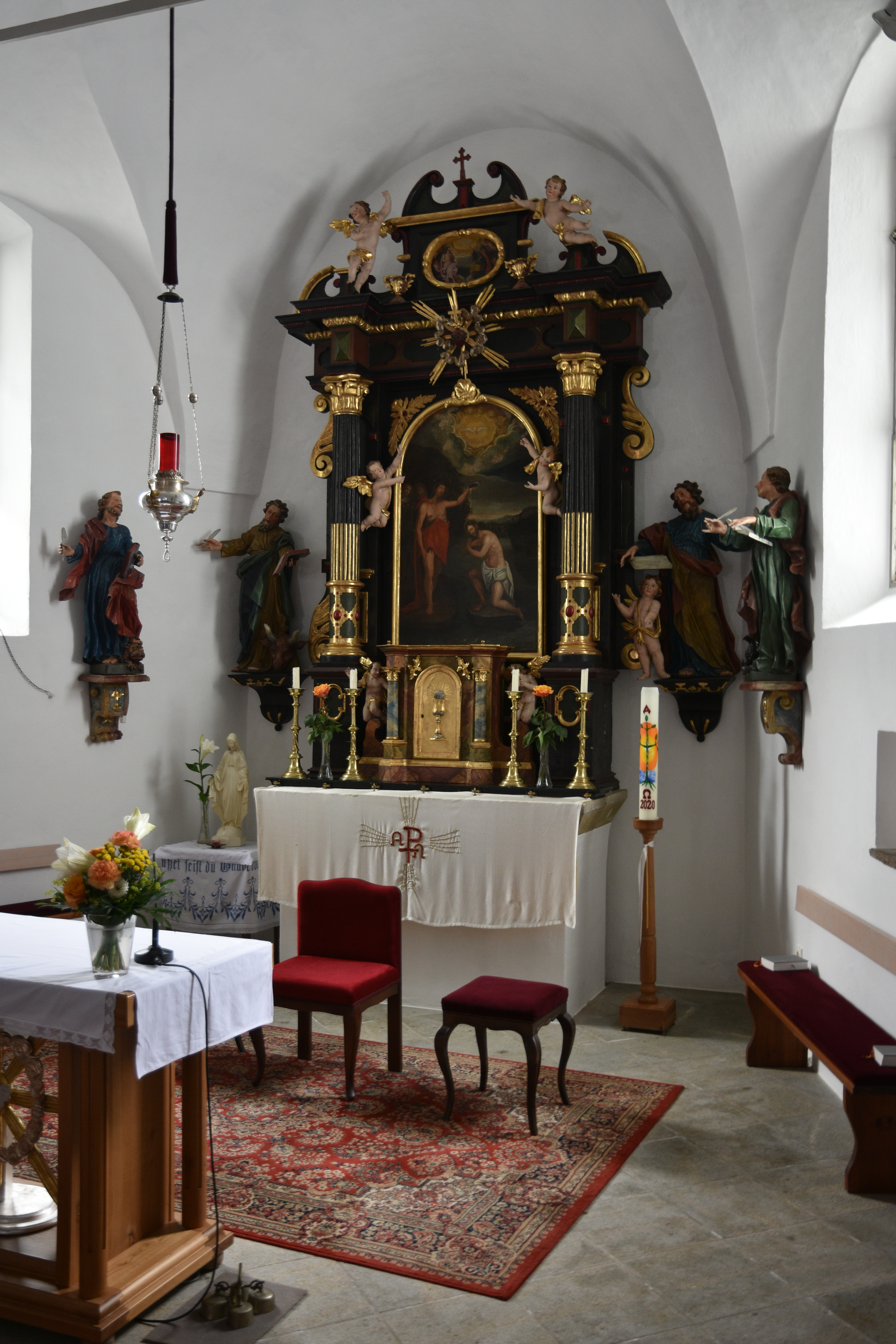
Innenansicht der Pfarrkirche

Die römisch-katholische Pfarrkirche Eichberg steht im Ort Eichberg in der Gemeinde Rohrbach an der Lafnitz in der Steiermark. Die Pfarrkirche hl. Johannes der Täufer gehört zum Dekanat Hartberg in der Diözese Graz-Seckau. Die Kirche und die sie umgebende Wehrmauer stehen unter Denkmalschutz.

## Geschichte
Anfangs bestand eine Burgkapelle neben dem Schloss Aichberg, deren Weihe 1368 stattfand. Die heutige Kirche wurde im 17. Jahrhundert erbaut und erst 1941 zur Pfarrkirche erhoben.

## Architektur
An das Langhaus mit einer Stichkappentonne schließt ein verjüngter Altarraum mit geradem Schluss an. Die Orgelempore ist aus Holz. Der Westturm wurde der Fassade vorgestellt. An der Auffahrt zur Kirche steht eine Mariensäule aus der ersten Hälfte des 17. Jahrhunderts, die laut Inschrift von der Familie Steinpeiß gestiftet wurde.

## Ausstattung
Der Hochaltar stammt aus der ersten Hälfte des 17. Jahrhunderts und hat ein Beschlagwerkdekor. Es gibt mehrere Grabsteine der Familie Steinpeiß von 1650 bis 1675.